# علي أباد جنغل (بنستان)
علي أباد جنغل (بالفارسية: علی‌آباد جنگل) هي قرية تقع في إيران في قسم بنستان الريفي.